# Asura obscurodiscalis
Asura obscurodiscalis là một loài bướm đêm thuộc phân họ Arctiinae, họ Erebidae.